# Espècie química
En química, el terme  espècie química  s'usa comunament per a referir-se de forma genèrica a àtoms, molècules, ions, radicals, etc. que siguin l'objecte de consideració o estudi.
Generalment, una espècie química es pot definir com un conjunt d'entitats moleculars químicament idèntiques que poden contenir el mateix conjunt de nivells d'energia molecular en una escala de temps característica o definida. El terme pot aplicar-se igualment a un conjunt d'unitats estructurals atòmiques o moleculars químicament idèntiques en una disposició sòlida.
En química supramolecular, espècies químiques són aquelles estructures supramoleculars les interaccions i associacions de les quals es produeixen a través de processos intermoleculars d'enllaç i ruptura, o també es pot referir a la funció que forma la base d'aquesta branca de la química.